# Linospadix microcaryus
Linospadix microcaryus là loài thực vật có hoa thuộc họ Arecaceae. Loài này được (Domin) Burret mô tả khoa học đầu tiên năm 1935.
Loài này chỉ có ở Úc. Chúng hiện đang bị đe dọa vì mất môi trường sống.